# Crepidodera vaga
Crepidodera vaga är en skalbaggsart som beskrevs av Charles Christopher Parry 1986. Crepidodera vaga ingår i släktet Crepidodera och familjen bladbaggar. Inga underarter finns listade i Catalogue of Life.